# Gargamelle (Pantagruel)
Pour les articles homonymes, voir Gargamelle.
Gargamelle, fille du roi des « Parpaillos », est l'épouse de Grandgousier et la mère de Gargantua, dans Pantagruel de François Rabelais. 
Elle met onze mois de gestation pour finalement accoucher de Gargantua par son oreille, lors d'un festin organisé pour le mardi gras.
Étymologiquement, son nom vient de l'argot gargamelle, attesté dès le XVe siècle, qui désigne le gosier (de l'ancien occitan gargamella, même signification).